# (32401) 2000 QO226
(32401) 2000 QO226 est un astéroïde de la ceinture principale d'astéroïdes découvert en 2000.

## Description
(32401) 2000 QO226 a été découvert le 31 août 2000 à l'observatoire de Kitt Peak, situé dans l'Arizona (États-Unis), par le projet Spacewatch de l’université de l'Arizona.

### Caractéristiques orbitales
L'orbite de cet astéroïde est caractérisée par un demi-grand axe de 3,8 ua, un périhélie de 2,86 ua, une excentricité de 0,07 et une inclinaison de 9,31° par rapport à l'écliptique. Du fait de ces caractéristiques, à savoir un demi-grand axe compris entre 2 et 3,2 ua et un périhélie supérieur à 1,666 ua, il est classé, selon la JPL Small-Body Database, comme objet de la ceinture principale d'astéroïdes.

### Caractéristiques physiques
(32401) 2000 QO226 a une magnitude absolue (H) de 13,9 et un albédo estimé à 0,043.